# Ariceștii Rahtivani (gmina)
Ariceștii Rahtivani – gmina w Rumunii, w okręgu Prahova. Obejmuje miejscowości Ariceștii Rahtivani, Buda, Nedelea, Stoenești i Târgșoru Nou. W 2011 roku liczyła 8704 mieszkańców.